# Charles Bluhdorn
Charles Blühdorn, né le 20 septembre 1926 à Vienne en Autriche et mort le 20 février 1983, est un industriel du cinéma américain.

## Biographie
Charles Bluhdorn est réputé, selon Who's Who in Ridgefield, comme étant un tel semeur de trouble que son père l'envoie dans une école disciplinaire alors qu'il n'a que 11 ans. À 16 ans, il va à New York et suit des cours à City College et Columbia. Puis en 1946, à 20 ans, il commence à travailler dans l'échange du coton de New York, pour 15 dollars par semaine.
Trois ans plus tard, il fonde une société qui le rendra millionnaire à 30 ans. En 1956, il fait l'acquisition de Michigan Bumper, une petite société de pièces automobiles qui a finalement grandi au sein des industries Gulf+Western, conglomérat classé au 61e rang des 500 fortunes en 1981.
Les filiales de Gulf+Western portaient de grands noms comme Paramount Pictures, acquis en 1966, Madison Square Garden et Simon & Schuster, ainsi que d'autres aux noms moins glamours comme New Jersey Zinc Company. C'est aussi sous sa présidence que l'entreprise SEGA est filiale de la Gulf+Western jusqu'à sa revente en 1983 à Bally Manufacturing à la suite de son décès. Alors que Paramount appartient toujours à Gulf+Western, la société passe de numéro 9 du box office, selon le classement des recettes complètes des ventes, au numéro un avec des titres comme Le Parrain et Chinatown. 
En 1974, Charles Bluhdorn embauche Barry Diller comme président et CEO, faisant alors de Diller le plus jeune chef de studio - il a alors 32 ans - et le premier à venir du monde télévisuel.
Bluhdorn est connu pour être un bourreau de travail et son addiction au travail lui valut le surnom de « l'Autrichien fou de Wall Street ». Il maintient cette attitude au poste de président des industries de Gulf+Western jusqu'à son décès. Il est également l'objet de moqueries (et de nombreuses imitations) à cause de son fort accent, lequel est tourné en dérision dans les interviews par d'anciens collaborateurs comme Francis Ford Coppola et Robert Evans.
Il meurt d'une crise cardiaque dans son jet privé alors qu'il revenait de Casa de Campo, en République dominicaine, vers les États-Unis.
Malgré sa naissance dans une famille juive, ses funérailles se tiennent à l'église Saint Mary à Ridgefield (Connecticut). Parmi les personnes présentes se trouve son ami Henry Kissinger, ancien secrétaire d'État.
À l'université Tufts à Boston, on décerne chaque année le prix Charles G. Bludhorn, récompense en économie. Ce prix fut fondé en 1983 par Donald Gaston en sa mémoire.
Les relations tumultueuses entre Bludhorn et le cadre Robert Evans sont rapportées dans la biographie de Robert Evans de 1994, The Kid Stays in the Picture ainsi que dans le film de 2002 du même titre. Bludhorn emploie Evans en 1966 pour diriger la production européenne pour Paramount Pictures.
Le film Le Parrain, 3e partie est dédié à sa mémoire « pour l'avoir inspiré ». En 2022, Paramount+ diffuse la mini-série The Offer, qui revient sur le tournage du film Le Parrain (1972). Il y est incarné par Burn Gorman.

## République dominicaine
Charles Bluhdorn se passionne pour ses projets pour la République dominicaine. Il investit beaucoup dans son développement social et économique. Bludhorn est considéré comme le père de l'industrie du tourisme dominicaine.
En 1967, Gulf+Western achète South Puerto Rico Company pour la somme de 54 millions de dollars. La plus grosse partie des opérations de la société se produisant en République Dominicaine, où Sugar Company possède le moulin à sucre Central Romana à La Romana ainsi que 300 000 acres (soit 1 200 km2) de terrain. Presque la moitié du terrain sert à produire du sucre de canne et, à la saison de la coupe, la société emploie 19 000 personnes, devenant ainsi le plus gros employeur privé du pays ainsi que le plus gros contribuable et propriétaire.
Gulf+Western achète Consolidated Cigar en 1968 et transforme l'île des Canaries en manufacture de cigares à La Romana.
Alors que Gulf+Western achète la Paramount en 1966, Bluhdorn fait des plans pour transformer l'île en une sorte de temple du film. Pour ce projet, il invite constamment des producteurs, des réalisateurs et des stars du cinéma de manière qu'ils puissent apprécier la beauté naturelle du pays. Ainsi plusieurs films ont été tournés en République Dominicaine comme Le Parrain 2 de Francis Ford Coppola en 1974. Alors que le film est censé se dérouler à Cuba, les scènes ont été tournées à Saint-Domingue. Le Convoi de la peur  de William Friedkin en 1977  a été produit dans les conditions difficiles de la jungle dominicaine et pour Apocalypse Now, à nouveau de Francis Ford Coppola en 1979,  certaines scènes ont été tournées dans les environs du fleuve Chavón. En 1975, Mario Vargas Llosa dirige avec le metteur en scène espagnol José Maria Gutierrez Santos le film tiré de son roman Pantaleon et les visiteuses tandis que Jacques Renoir, à la demande de Paramount France, réalise un documentaire sur l'île qui devant initialement faire la promotion publicitaire de l'île vire à la charge politique : "Despues de Trujillo"  ne sera pas diffusé.
En 1975, Gulf+Western se développe sur 7 000 acres (soit 28 km²) de terre de moulins à sucre autour de Casa de Campo, lieu où trois champs de courses internationaux ont été dessinés par Pete Dye.
Un ami dominicain de Bluhdorn, Oscar de la Renta, a été engagé pour faire la décoration intérieure pour Casa De Campo et a créé la licence de sa ligne de vêtements pour hommes par le créateur de mode Kayser-Roth. Kayser-Roth (division de Gulf+Western), possède la revue historique Miss Univers grâce à son acquisition de Pacific Mills. Pacific Mills a inventé cette revue dans le but de vendre sa marque de vêtement Catalina Swimwear. En 1997, Miss Univers se déroula en République Dominicaine pour promouvoir le tourisme de l'île.
L'ancien scénographe Roberto Copa dessina en 1976 le village d'artiste de Altos de Chavón qui fut construit par Bluhdorn dans le début des années 1980. Dominique, la fille de Bluhdorn, est présidente du centre culturel Atlos de Chavón.
Altos de Chavón possède également un amphithéâtre de style grec de cinq mille places, qui a été inauguré en 1982 par Frank Sinatra lors du concert du festival musical Concert for the Americas. Bluhdorn avait un enregistrement du concert de manière qu'il puisse être montré partout dans le monde. Les gens voyant la vidéo pouvaient ainsi voir le village d'artiste de Altos de Chavón, la beauté et les paysages, les plages et cours de golf de Casa de Campo.

## Propriété
- Casa de Campo, qui se situe à une heure de route de Saint-Domingue, était une retraite de 7 000 acres (28 km²) fondée par Bluhdorn en 1974. Sa femme, Yvette, aurait vendu la propriété après la mort de Charles en 1984 aux frères Fanjul[6].
- En février 2007, Yvette Bluhdorn mit sur le marché une résidence du Comté de Westchester à un prix le plus haut qui soit. Elle fut acquise en 1990 avec ses 25 acres (100 000 m2) que Mrs Bluhdorn a étendus jusqu'à 70 acres (280 000 m2)[7].

## Héritage familial
- En 2007, le fils et la belle-fille de Charles Bludhorn, Paul et Paige Bludhorn, poursuivent l'intérêt que la famille porte à la République dominicaine avec le lancement du site eatdrinksleep.com, un guide de voyage et de style de vie de la République dominicaine avec un fort zoom sur Altos de Chavón et d'autres réalisations de Charles Bluhdorn[8].
- Une partie de la fortune de Charles Bluhdorn perdure dans son entreprise familiale. En décembre 2005, l'entreprise déclare 2 396 383 dollars d'actifs[9].